# Rafael Medina Jiménez
Rafael Medina Jiménez (Caracas, Venezuela, 1871-1925) fue un médico y científico venezolano, clínico, laboratorísta, sanitarista y pionero de la psiquiatría en Venezuela.

## Educación y carrera
Hijo de Mariano Medina y Doña S. Jiménez. En 1895 se graduó como doctor en medicina en la Universidad Central de Venezuela.
Ejerció en diversos sitios del interior del país, especialmente en el Estado Barinas, estudio especialmente el paludismo entre otras enfermedades tropicales. Cuando estudiante fue director de la revista El Trocar, publicada por la Sociedad de Estudiantes de Medicina. Regresó a Caracas en el año de 1900 y dedicó a la práctica de su profesión y divulgación de sus estudios en especial en el Boletín de los Hospitales. Trabajó en el Asilo de Enajenados Mentales de Caracas como director, realizó importantes estudios sobre psiquiatría, entre ellos su trabajo sobre "la necesidad de implantar en Venezuela el estudio de la Psiquiatría", presentado en el Colegio de Médicos y publicado en la Gaceta Médica de Caracas en 1903. Fue uno de los 35 miembros Fundadores de la Academia Nacional de Medicina en el año 1904, Sillón V. Otro de los importantes trabajos de Medina Jiménez fue "Importancia de la psiquiatría en medicina legal"y "Bolívar ante la psiquiatría". Medina se abocó al estudio de las micosis, publicando en 1916 los primeros trabajos sobre las afecciones micósicas en Venezuela.
En 1922 obtuvo el Premio Pasteur promovido por la Academia por su trabajo sobre "La lucha antipalúdica: Demostración de su necesidad y de su posibilidad en Venezuela". Entre 1924 y 1925 desempeñó la dirección de la Gaceta Médica de Caracas además de sustituir a Razetti en la Secretaria de la Academia cuando la tarde gris de la academia (por decreto presidencial se derogó el nombramiento de Perpetuo de la secretaria y fue destituido Razetti).
Defendió junto con Rísquez a Razetti, siendo uno de los hombres más dignos que ha tenido la misma, de una integridad a toda prueba, defensor de la justicia y la verdad con valor sin importarle las consecuencias que esto pudiera acarrearle. Defendió junto a Razetti la teoría positivista de la "Descendencia del hombre". Presentó un importante informe a la Sanidad Nacional en el año 1924 sobre su actuación como Delegado de Venezuela al Intercambio de Estudios Sanitarios celebrado en Holanda y Dinamarca por iniciativa de la Sociedad de las Naciones. En reconocimiento a su labor profesional, se designó por el Consejo Municipal de Caracas, El Hospital "Periférico de Pariata" en La Guaira, Estado Vargas con su nombre. Murió repentinamente en 1925.